# بازدارنده نورآمینیداز
بازدارنده‌های نورآمینیداز (انگلیسی: Neuraminidase inhibitors) یا به‌اختصار «NAIs»، گروهی از داروها هستند که جلوی عملکرد آنزیم نورآمینیداز را می‌گیرند. این داروها بیشتر به عنوان داروی‌های ضد ویروس استفاده می‌شوند، چرا که جلوی عملکرد نورآمینیداز را در ویروس‌ها می‌گیرند و از جوانه‌زنی آن از سلول میزبان، جلوگیری می‌کنند. اسلتامیویر (تامی‌فلو) که یک پیش‌دارو است، زانامیویر (رِلنزا)، لانینامیویر (ایناویر) و پرامیویر جزء این دسته از داروها طبقه‌بندی می‌شوند. بر خلاف داروهای بازدارندهٔ M2 که فقط علیه ویروس آنفلوانزای A کارایی دارند، بازدارنده‌های نورآمینیداز هم علیه ویروس آنفلوانزای A و هم علیه ویروس آنفلوانزای B مؤثرند. در اروپا و آمریکا، اُسلتامیویر و زانامیویر برای درمان آنفلوانزای A و B تأیید شده‌اند. پرامیویر با قدرت بیشتری به آنزیم یاد شده متصل می‌شود و فعالیت آنرا به مدت طولانی‌تری نسبت به دو داروی قبلی مهار می‌کند. لانینامیویر هم به آهستگی در سلول‌های مجاری تنفسی رها می‌شود و در نتیجه، خواص ضد ویروس آن ماندگاری بیشتری دارد. مکانیسم اثرِ طولانی‌مدت لانینامیویر با پرامیویر متفاوت است.
میزان اثربخشی این داروها در سال‌های اخیر مورد بحث بوده‌است. اما پس از همه‌گیری جهانی ویروس آنفلوانزای A زیرگروه H1N1 در سال ۲۰۰۹ میلادی، تأثیر مثبت درمانِ زودهنگام با این داروها، در کاستن موارد جدی بیماری و مرگ ناشی از آن در چندین کشور مختلف گزارش شد.
در کشورهایی که درمان آنفلوانزا در سطحِ ملی و کشوری توسط این داروها انجام می‌شود، آمارها حاکی از کاهش مرگ‌ومیر موارد علامت‌دار بیماری آنفلوانزا بوده‌است؛ چرا که درمان‌های زودهنگام همگانی توسط بازدارنده‌های نورآمینیداز انجام شده‌است. با آنکه در این کشورها، به‌طور فراگیر و گسترده‌ای از اسلتامیویر استفاده می‌شود، اما هیچگونه گزارشی مبنی بر شیوع بیماری و ویروس آنفلوانزای مقاوم به اُسلتامیویر وجود نداشته‌است. مرکز کنترل و پیشگیری بیماری در ایالات متحده آمریکا همچنان توصیه می‌کند که داروی اُسلتامیویر به گروه‌های پُرخطر و سالمندان تجویز شود. این توصیه شامل افراد کم‌خطری که ظرف ۴۸ ساعت نخست آغاز علائم مراجعه می‌کنند، نیز می‌شود.
عوارض شایع این داروها شامل تهوع و استفراغ است. رفتارهای غیرعادی در کودکانی که اسلتامیویر دریافت داشته‌اند، احتمالاً ناشی از روان‌آشفتگی و توهم ناشی از خودِ بیماری آنفلوانزاست که ظرف مراحل آغازین بیماری، مثلاً ظرف ۴۸ ساعت اول، مشاهده می‌شود. در نتیجه توصیه می‌گردد که کلیهٔ کودکان مبتلا به این بیماری، حتی اگر داروهای بازدارندهٔ نورآمینیداز مصرف نکرده باشند، تحت مراقبت و پایش والدین باشند.

## بازدارنده‌های مهم نورآمینیداز
- لانینامیویر (ایناویر)
- اسلتامیویر (تامی‌فلو)
- پرامیویر (راپی‌واب)
- زانامیویر (رِلنزا)

### ساختار شیمیایی بازدارنده‌های رایج نورآمینیداز ویروسی
|           |            |          |             |
| زانامیویر | اُسلتامیویر | پرامیویر | لانینامیویر |

## ترکیبات طبیعی
- سیانیدین-۳-سامبوبیوزید (از آقطی سیاه به‌دست می‌آید).[۱۶]
- کوپتیزین
- بربرین[۱۷]